# HD 125612 b
HD 125612 b est une exoplanète en orbite autour de l'étoile HD 125612, une naine jaune très semblable au Soleil mais sensiblement plus jeune (peut-être 2,1 milliards d'années) et à métallicité 75 % plus élevée ([Fe/H] = 0.24 ± 0.03) située à environ 172 années-lumière (53 pc) du Système solaire, dans la constellation de la Vierge. Un système planétaire à trois corps a été détectée par la méthode des vitesses radiales autour de cette étoile :
| Planète                          | Masse (MJ) | Demi-grand axe (UA) | Période orbitale (d) | Excentricité |
| -------------------------------- | ---------- | ------------------- | -------------------- | ------------ |
|                                  |            |                     |                      |              |
| HD 125612 c                      | ≥ 0,058    | 0,05                | 4,1547 ± 0,0005      | 0,27 ± 0,12  |
| HD 125612 b                      | ≥ 3,0      | 1,37                | 559,4 ± 1,3          | 0,46 ± 0,01  |
| HD 125612 d                      | ≥ 7,2      | 4,2                 | 3 008 ± 202          | 0,28 ± 0,12  |
|                                  |            |                     |                      |              |
| Système planétaire de HD 125612. |            |                     |                      |              |

HD 125612 b boucle, en un peu plus d'un an et demi, une orbite très excentrique de demi-grand axe 1,37 UA. Avec une masse minimum d'environ 3,0 masses joviennes, il s'agit très certainement d'une géante gazeuse dépourvue de surface solide.